# Società Ginnastica Andrea Doria
Grande Guerra
- Tomaso Barbieri
- Guido Bolognini
- Giuseppe Bongiovanni
- Giovanni Celesia
- Cesare De Marchi
- Mario Antonio Erba
- Armando Fava
- Enrico Foce
- Pietro Fossati
- Luigi Gaia
- Dino Goslino
- Giuseppe Levi
- Eugenio Marconi
- Giovanni Battista Marentes
- Giuseppe Mariscotti
- Nicola Mezzano
- Pietro Moiardo
- Michele Nizza
- Giuseppe Novaro
- Giuseppe Perfumo
- Angelo Pozzati
- Sereno Sardi
- Ernesto Scandoli
- Ettore Snitzer
- Edilio Sobrero
- Michelino Virando

Guerra d'Etiopia
- Angelo Peloso
- Renzo Righetti

Seconda guerra mondiale
- Gildo Cuneo
- Mario Crovetto
- Alberto Giovanelli
- Mario Marogna
- Giuseppe Ozemon

Altro
- Ugo Ricci
- Nino Risso
- Alfredo Spano

La Società Ginnastica Andrea Doria è una compagine sportiva storica fondata in una sala della Scuola Svizzera di Genova il 5 settembre 1895 da alcuni atleti fuoriusciti per vari motivi dalla Società Ginnastica Ligure Cristoforo Colombo. Intitolata al principe ammiraglio Andrea Doria, in principio era destinata alle sole competizioni ginniche, ma ben presto i suoi atleti iniziarono a cimentarsi in partite di calcio improvvisate. Nel 1969 è stata insignita della Stella d'Oro CONI al Merito Sportivo.
La società polisportiva è oggi attiva con le sezioni nuoto e pallanuoto, ginnastica, arti marziali (judo, karate, kendō), tennis e savate, ma è nota soprattutto per la fusione, avvenuta il 12 agosto 1946, della sua sezione calcistica con quella della Sampierdarenese per costituire l'U.C. Sampdoria.

## Sezione Ginnastica

### Le origini

Ginnasti della società sportiva Andrea Doria, 1903

Il primo appuntamento agonistico dei ginnasti doriani fu nel 1896, il Concorso regionale di Vercelli. L’affermazione consentì alla squadra, capitanata da Silfo Hanset, di partecipare alla Festa cantonale di Locarno, dove ottenne la corona d’alloro nelle gare individuali e altri quattordici premi, tanti quanti erano gli atleti presenti. Erano i tempi in cui i ginnasti sfilavano per le vie cittadine con indosso la paglietta, sotto gli occhi di dame con l’ombrellino e di impettiti signori dai baffi a manubrio. Le mode, e non solo quelle, hanno indubbiamente influenzato le forme, talvolta anche gli orientamenti, ma non il senso profondo di un impegno che si rinnova infaticabile ogni giorno. Questo impegno lo possiamo sintetizzare in quattro verbi: "fondare, dirigere, sostenere e diffondere lo sport". Compiti tanto più sentiti nelle discipline dilettantistiche "dove ci si allena e ci si confronta per vincere una semplice medaglia, da esibire come un grande trofeo".

## Sezione Calcio
La sezione calcistica partecipò con il nome di Società Ginnastica Andrea Doria o Associazione Calcio Andrea Doria, venne fondata nel 1900 e, dopo vari scioglimenti e ricostituzioni, si estinse definitivamente nel 1946 a seguito della fusione avvenuta il 12 agosto 1946 con la sezione calcistica della Ginnastica Sampierdarenese per costituire l'U.C. Sampdoria. 
Nel corso della sua storia vinse quattro tornei FGNI nel 1902, 1910, 1912 e 1913. A livello regionale vinse la Prima Categoria Liguria 1920-1921. Nel 1904 ottenne la Palla d'Argento Henri Dapples.

## Sezione Lotta
La sezione lotta ebbe lottatori di primo piano nel corso della prima parte del XX secolo. Girolamo Quaglia rappresentò la Italia nella lotta greco-romana ai Giochi olimpici estivi di Parigi 1924 e Parigi 1924, vincendo la medaglia di bronzo nei pesi piuma nell'edizione olandese. Marcello Nizzola prese parte a quelli del Los Angeles 1932, dove vinse l'argento nella lotta greco-romana nella categoria pesi gallo. Fu anche campione continentale agli europei di Bruxelles 1935, nella stessa specialità. Non ebbe la stessa fortuna all'Olimpiade di Berlino 1936, in cui fu eliminato dal torneo dei pesi gallo di lotta libera.
Vinsero il titolo italiano di lotta greco-romana con i colori del club doriano Raffaele Grenna nel 1906, Luigi Cardinale nel 1921, Girolamo Quaglia nel 1922 e 1925 e Enrico Bonassin nel 1927.

## Sezione Nuoto
Fra gli atleti tesserati spicca Paola Cavallino, ex nuotatrice di livello internazionale, medaglia d'argento agli Europei e finalista olimpica nei 200 metri a farfalla.

## Sezione Pallanuoto

La formazione dell'Andrea Doria per la settima volta Campione d'Italia.

La sezione pallanuotistica è stata fondata nel 1920. 
La squadra maschile nel corso della sua storia ha vinto otto campionati nazionali italiani: nel 1921, 1922, 1925, 1926, 1927, 1928, 1930 e 1931.